# NGC 2671
NGC 2671 is een open sterrenhoop in het sterrenbeeld Zeilen. Het hemelobject werd op 1 mei 1826 ontdekt door de Schotse astronoom James Dunlop.

## Synoniemen
- OCL 745
- ESO 313-SC14